# 程名振
程名振（？—662年），洺州平恩（在今河北曲周县）人。唐朝初年的官员、将领。原为河北窦建德属下县令，后降唐。历任县令、刺史、都督，封东平郡公。贞观末多次参与唐与高句丽的战争，皆以少击众，被称为名将。其子程务挺也是高宗、武则天时期的名将。他也在中國歷史小說家酒徒的《開國功賊》中擔任主角。

## 生平
程名振在隋朝大业末年任河北军阀窦建德的普乐县令（今河北鸡泽），武德初归降唐朝，被李渊遥授为永年令（唐朝将普乐改称为永年），仍令程名振率兵经略河北诸县。程名振领兵夜袭邺县（今河北临漳），俘获男女千余人。在离开邺县八十里时，看见俘虏中的妇人有乳汁者九十余人，想是家中有幼儿待育，就悉数放回邺县。此举得到邺县人的好感，获释者设斋以报其恩。武德四年（621年），窦建德被唐军击败，程名振才正式任永年县令。
四年七月，窦建德余部刘黑闼在贝州漳南起兵，唐朝山东道行台淮安王李神通、黎州总管李世勣相继战败，十二月，洺州（永年是洺州州治所在地）被攻陷，程名振与刺史陈君宾向西逃归长安，逃亡途中，程母潘氏、程妻李氏被敌军捉获。
次年，唐朝以天策上将秦王李世民领军，征讨刘黑闼，程名振随军为将。唐朝幽州总管李艺受命从幽州攻击刘军定、栾、廉、赵四州，夹击刘黑闼，与李世民军会和与洺州，唐刘两方在洺水边列营对阵。刘军多次挑战，唐军坚壁不出。当时刘军于冀、贝、沧、瀛等州水陆运粮，供应洺州。程名振作为河北人，受命领军千余人攻击刘军运粮部队，尽毁其舟车粮草。刘黑闼闻之大怒，遂杀名振母、妻。
三月廿六日，李世民大破刘黑闼于洺水，刘率败军逃亡突厥。七月，刘引突厥入寇河北定州，再次占据河北。唐朝以皇太子李建成、齐王李元吉领军，十二月大战于魏州，刘黑闼战败逃亡，因属下将领诸葛德威背叛，被捉归降唐军。程名振为报母妻之仇，请求亲自斩杀刘黑闼，以其首级祭母。在封赏平定刘黑闼功臣上，程名振以功拜营州都督府长史，封东平郡公，赐物二千段、黄金三百两。后转任洺州刺史。
贞观十八年（644年），唐太宗欲要征伐辽东高句丽，以程名振曾在营州任职，召见程名振询问经略事宜，程名振才思敏捷，受到太宗赞赏道：“卿有将相之器，朕方将任使。”程名振失礼没有下跪谢恩，唐太宗不喜，责备他道：“山东鄙夫，得一刺史，以为富贵极邪！敢于天子之侧，言语粗疏；又复不拜！”程名振请罪说：“疏野之臣，未尝亲奉圣问，适方心思所对。故忘拜耳。”其举止自若，应对愈加镇定。太宗于是感叹道：“房玄龄处朕左右二十余年，毎见朕谴责余人，颜色无主。名振平生未尝见朕，朕一旦责之，曾无震慑，辞理不失，真奇士也！”即日拜右骁卫将军，授行军总管，隶属平壤道行军大总管郧国公张亮，从莱州出海，直击平壤。
645年五月，张亮领军登陆辽东半岛，程名振为先锋，至卑沙城（位于辽宁省大连市金州区大黑山上），城四面悬绝，只有西门有路可攻。程名振督军夜袭，副将王文度先登入城，唐军继进，高丽守军溃散，卑沙城破，俘虏其男女八千人。此后又破独山阵，皆以少击多，被称为唐军名将。

### 援新罗破高丽
唐高宗永徽六年（655年），程名振任营州都督兼东夷都护（管理契丹、奚、靺鞨等族），同年百济与高句丽、靺鞨联军攻打新罗，新罗王金春秋向唐求救。二月，唐朝命程名振与左卫中郎将苏定方、副将薛仁贵征伐高句丽，三月，破高丽于贵端水，斩首三千级，焚毁了贵端城。后历晋、蒲二州刺史。
龙朔元年（661年），唐军以兵部尚书任雅相、左武卫大将军苏定方、左骁卫大将军契苾何力为大总管，再次大举征辽东，程名振任镂方道行军总管，皆无大功而还。
龙朔二年（662年）程名振卒，赠右卫大将军，谥曰烈。有子程务挺、程务忠，孙程齐之。